# Song One
Song One è un film del 2014 scritto e diretto da Kate Barker-Froyland, con protagonisti Anne Hathaway e Johnny Flynn.

## Trama
Franny è una giovane antropologa costretta a lasciare il suo scavo in Marocco per tornare frettolosamente negli Stati Uniti e accudire il fratello vittima di un incidente. Qui inizia una relazione amorosa con James, rock star preferita del fratello.

## Produzione
Le riprese della pellicola sono iniziate nel giugno 2013 a New York.

## Distribuzione
Il film è stato presentato in anteprima al Sundance Film Festival il 20 gennaio 2014, mentre è uscito nelle sale cinematografiche statunitensi il 23 gennaio dello stesso anno. In Italia non è stato distribuito nei cinema.

## Accoglienza
La pellicola negli Stati Uniti ha incassato 32.2 mila dollari.

### Critica
Sul sito Rotten Tomatoes il film ha ricevuto il 34% delle critiche positive, con un voto medio di 5,3 su 10, basato su 50 recensioni.